# Bebelis acuta
Bebelis acuta är en skalbaggsart som beskrevs av Francis Polkinghorne Pascoe 1875. Bebelis acuta ingår i släktet Bebelis och familjen långhorningar.
Artens utbredningsområde är Paraguay. Utöver nominatformen finns också underarten B. a. geometrica.